# Marion County Regional Airport

i7
i11
i13
Marion County Regional Airport (IATA: FLP, ICAO: KFLP, FAA: FLP) ist ein regionaler öffentlicher Flughafen, der vom Marion County in Arkansas betrieben wird. Der Flugplatz liegt etwa zwei Kilometer nördlich von Flippin.
Im National Plan of Integrated Airport Systems der Federal Aviation Administration für den Zeitraum 2011–2015 ist der Flughafen als Flughafen für die allgemeine Luftfahrt eingestuft.

## Beschreibung und Auslastung
Der Marion County Regional Airport hat eine Fläche von 80 Acre (rund 32 Hektar) und liegt in einer Höhe von 219 m über dem Meeresspiegel. Seine einzige Start- und Landebahn trägt die Bezeichnung 04/22 und hat eine asphaltierte Oberfläche mit einer Länge von 1524 m und einer Breite von 23 m.